# منزل رمضان

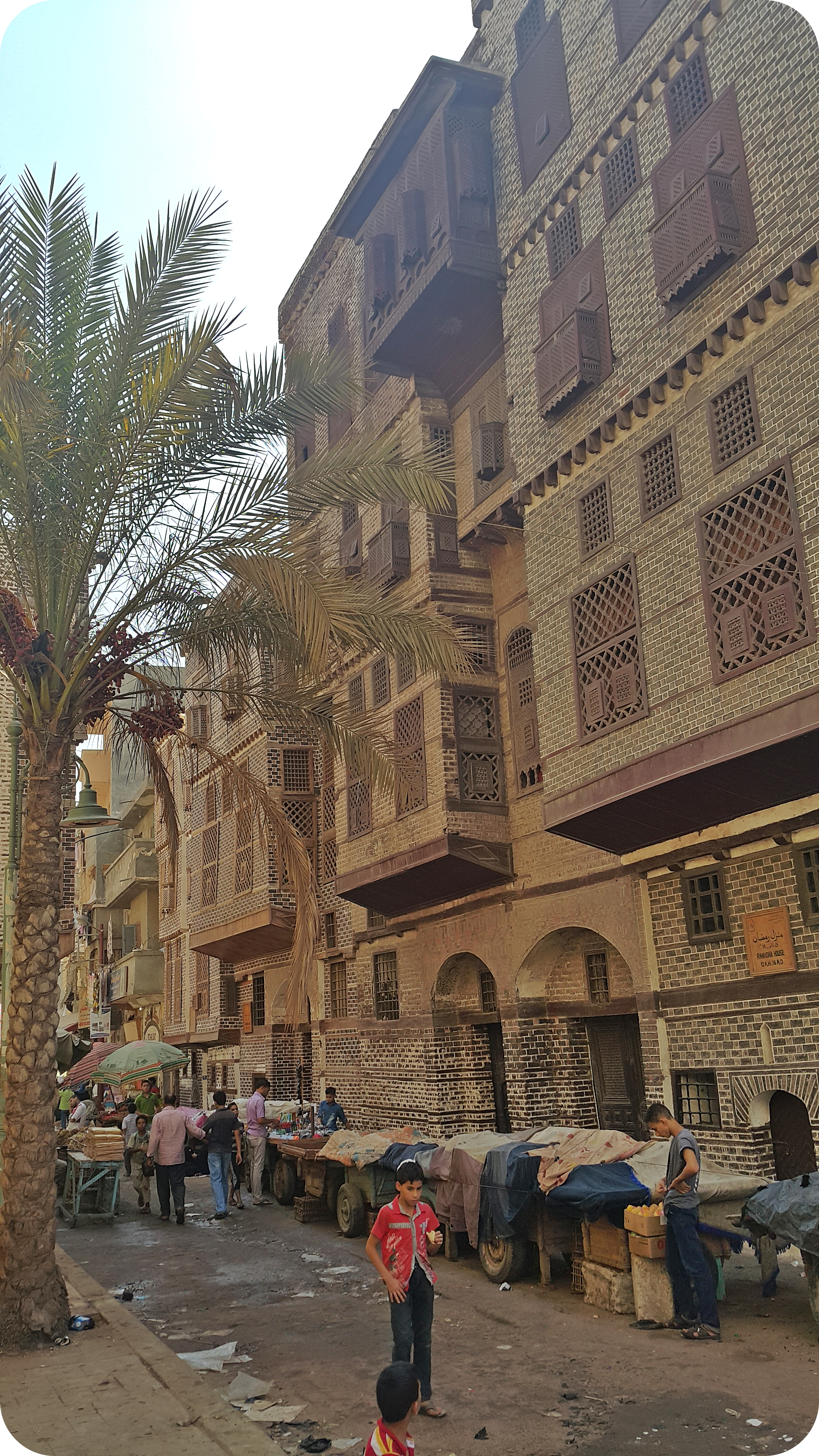
واجهة منزل رمضان.

منزل رمضان أو منزل الحاج إسماعيل رمضان (ق 12 هـ / 18 م) هو أحد أبرز المنازل الأثرية بمدينة رشيد المصرية. وقد تم بنائه في خلال القرن الثامن عشر الميلادي إبان الحملة الفرنسية على مصر. يقع بشارع دهليز الملك ويتكون من أربعة أدوار ويطل على الشمال والغرب بواجهتين، الواجهة الشمالية بها ثلاثة مداخل أولها يؤدى إلى داخل المنزل وهومدخل بارز يتوسطه باب ذو خوخة أما المدخل الثانى فهو بارز يتوسطه باب من ضلفتين يؤدى إلى الوكالة وعلى المدخلين زخارف بالطوب المنجور قوامها أشكال متدرجة (شمعدان) أما الباب الثلث فيؤدى إلى حجرة السبيل وهو معقود أيضاً.
قسمت واجهة الأدوار الثلاثة إلى ثلاثة قطاعات رأسية يشغل هذه الواجهات شبابيك ومناور من الخرط الخشبى المتنوع (صهريجى، ميمونى، معقلى) وتتكون وكالة المنزل من حجرات (حواصل) مغطاة بأقبية متقاطعة وتنتهى الوكالة بجزء مكشوف يمثل الفناء الذي تشرف عليه الشبابيك الخلفية بالأدوار العليا.
لدور الأول تتوسطه دور قاعة التي يقع بها إيوانات يطل أولهما على الشارع الشمالى ويقع خلفه شباك مزدوج أما الثانى فيطل على الفناء وتشرف الحجرات الشرقية والغربية بأبواب على الدور قاعة ويوجد في الزاوية الشمالية الشرقية مرحاض الدور الأول.
الدورالثانى تتوسطه دور قاعة بها تخانة لخرزة الصهريج ويوجد بالناحية الغربية سلم يؤدى للدور السرى الدور الثالث تتوسطه شخشخية وملحق به حمام المنزل الذي يقع في الزاوية الجنوبية الشرقية.